# Конър Триниър
Конър Триниър (роден на 19 март 1969) е американски телевизионен актьор. Известен е с ролята си на Чарлс „Трип“ Тъкър III от сериала Стар Трек: Ентърпрайз.

## Биография
Триниър е роден на 19 март, 1969 в Уола Уола, Вашингтон. Учи в Pacific Lutheran University в Такома. Там играе колежански футбол преди да избере да стане актьор.

### Семейство
Триниър се жени за Ариана Наваре на 29 май, 2004. На 11 октомври, 2005 се ражда първото им дете, Джаспър.

## Кариера
Повече от ролите му са в театъра. Играе малки роли в сериалите One Life to Live, В другото измерение и Touched By An Angel. Изиграва значима роля в пиесата Far East. От 2001 до 2005, играе командир Тъкър от Стар Трек: Ентърпрайз.
След спирането на Ентърпрайз, Триниър се връща към малките роли, като участва в няколко епизода на Старгейт Атлантида.

## Частична филмография
- One Life To Live (1996)
- Far East (2001)
- Стар Трек: Ентърпрайз (2001-2005)
- Старгейт Атлантида (4 епизода, 2006-2007)
- NCIS (2006)
- Безследно изчезнали (2006)